# درگذشته‌ها در ۲۰۰۸
آنچه در پیش می‌آید فهرستی است از افراد سرشناسی که در سال ۲۰۰۸ درگذشته‌اند.

## ژانویه

شهپر

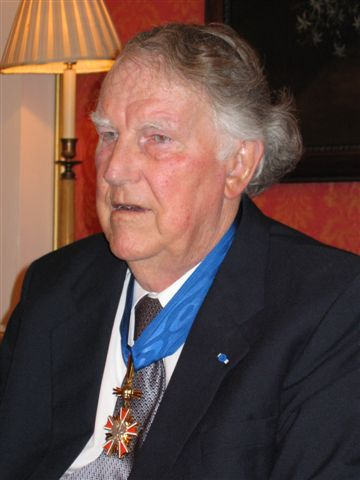
ادموند هیلاری

- ۱ ژانویه - اریک کیسنتر، آخرین سرباز آلمانی بازمانده از جنگ جهانی اول.[۱]
- ۲ ژانویه - شهپر، خواننده و بازیگر سینمای ایران در دهه چهل خورشیدی.[۲]
- ۶ ژانویه - حمید عاملی، گوینده و قصه‌گوی قدیمی رادیو ایران.[۳]
- ۸ ژانویه - موشه لِوی، ژنرال اسرائیلی و دوازدهمین فرمانده ستاد کل نیروهای دفاعی اسرائیل.[۴]
- ۱۱ ژانویه - ادموند هیلاری، اولین فاتح قله اورست.[۵]
- ۱۲ ژانویه - احمد عاشورپور، خواننده، آهنگساز و ترانه‌سرای ایرانی.[۶]
- ۱۳ ژانویه - جعفر شهیدی، مورخ ایرانی و استاد زبان و ادبیات فارسی.[۷]
- ۱۳ ژانویه - ضیا قاری‌زاده، شاعر و آوازخوان افغان.[۸]
- ۱۴ ژانویه - یودا فولکمن، دانشمند آمریکایی کاشف آنتی انجیوجنیس.[۹]
- ۱۷ ژانویه - بابی فیشر، شطرنج‌باز آمریکایی و قهرمان سابق جهان.[۱۰]
- ۱۸ ژانویه - ابراهیم لطف‌الهی، دانشجوی کرد رشته حقوق و فعال سیاسی.[۱۱]
- ۲۰ ژانویه - حاج قربان سلیمانی، خواننده و نوازنده موسیقی مقامی خراسانی.[۱۲]
- ۲۲ ژانویه - هیت لجر، بازیگر استرالیایی.[۱۳]
- ۲۶ ژانویه - جورج حبش، بنیان‌گذار گروه تروریستی جبهه خلق برای آزادی فلسطین.[۱۴]
- ۲۷ ژانویه - محمد سوهارتو، رئیس‌جمهور پیشین اندونزی.[۱۵]
- ۲۸ ژانویه - کریستدولوس، اسقف اعظم کلیسای یونان.[۱۶]
- ۲۹ ژانویه - مارگارت ترومن، خواننده و نویسنده آمریکایی.[۱۷]

## فوریه

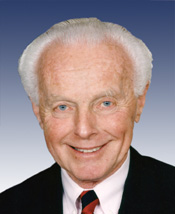
تام لنتوس

- ۲ فوریه - احمد بورقانی، فعال سیاسی ایرانی.[۱۸]
- ۵ فوریه - مهاریشی ماهش یوگی، مرشد هندی آئین عرفان کهن.[۱۹][۲۰]
- ۶ فوریه - نیکول فریدنی، عکاس و طبیعت‌نگار ایرانی.[۲۱]
- ۹ فوریه - ژازه تباتبایی، نقاش، شاعر و مجسمه‌ساز ایرانی.[۲۲]
- ۱۱ فوریه - تام لنتوس، سیاست‌مدار و عضو مجلس نمایندگان آمریکا از حزب دموکرات.[۲۳]
- ۱۲ فوریه - عماد مغنیه، فرمانده ستاد عملیات ویژه حزب‌الله لبنان.[۲۴][۲۵]
- ۱۲ فوریه - بدری پاتارکاتسیشویلی، سیاست‌مدار و بازرگان گرجستانی.[۲۶]
- ۱۵ فوریه - امنون نتسر، ایران‌شناس، مورخ و استاد ارشد دانشگاه عبری اورشلیم.[۲۷]
- ۱۸ فوریه - آلن رُب‌گریه، نویسنده و فیلم‌ساز فرانسوی.[۲۸]

## مارس

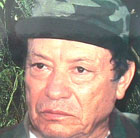
مانوئل مارولاندا

- ۱ مارس - رائول ره‌یس، از فرماندهان ارشد فارک.[۲۹]
- ۱۲ مارس - مریم فیروز، فعال سیاسی و از اعضای بلندپایه حزب توده ایران.[۳۰][۳۱]
- ۱۲ مارس - لازار پونتیچلی، آخرین سرباز فرانسوی بازمانده از جنگ جهانی اول.[۳۲]
- ۱۲ مارس - فرج رحو، اسقف اعظم کلیسای کلدانی.[۳۳]
- ۱۸ مارس - آنتونی مینگلا، کارگردان و فیلم‌نامه‌نویس انگلیسی.[۳۴]
- ۱۹ مارس - ثمین باغچه‌بان، شاعر، نویسنده، آهنگساز و مترجم ایرانی.[۳۵]
- ۱۹ مارس - آرتور چارلز کلارک، نویسنده، مخترع و دانشمند انگلیسی.[۳۶]
- ۱۹ مارس - پل اسکوفیلد، بازیگر آمریکایی.[۳۷]
- ۲۱ مارس - گابریل گوردیلو، رئیس‌جمهور اسبق کلمبیا.
- ۲۶ مارس - مانوئل مارولاندا، رهبر نیروهای مسلح انقلابی کلمبیا (فارک).[۳۸]
- ۲۹ مارس - فریدون آدمیت، مورخ و پژوهشگر ایرانی.[۳۹]
- ۳۰ مارس - دیت پران، فتوژورنالیست کلمبیایی.[۴۰]
- ۳۱ مارس - ژول داسن، کارگردان آمریکایی.[۴۱]

## آوریل

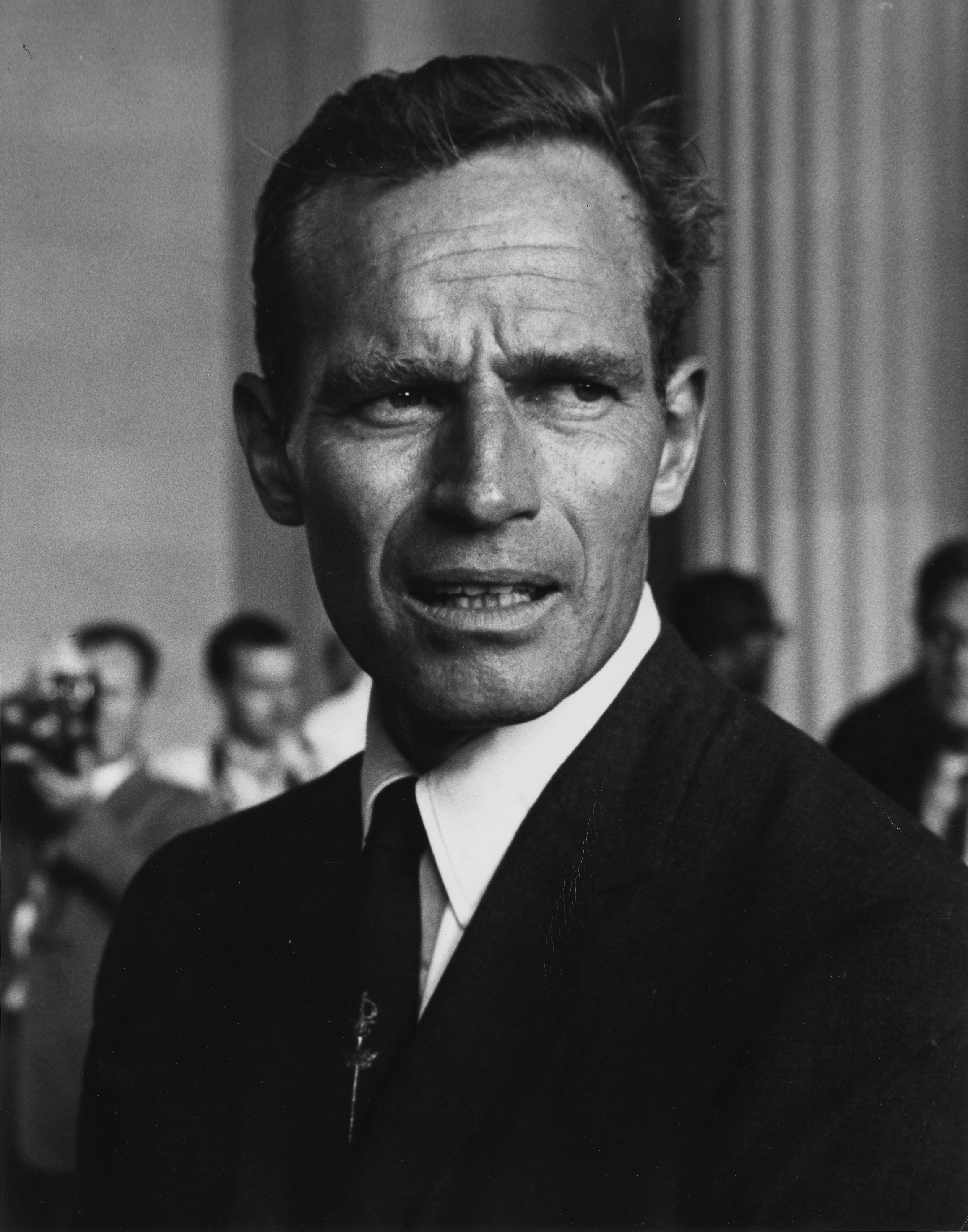
چارلتون هستون

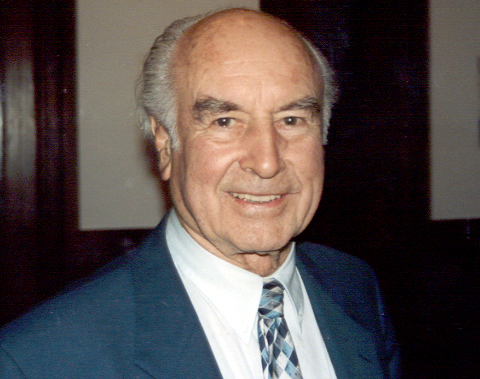
آلبرت هوفمن

- ۵ آوریل - چارلتون هستون، بازیگر آمریکایی.[۴۲]
- ۱۱ آوریل - عباس کاتوزیان، نقاش ایرانی.[۴۳]
- ۱۱ آوریل - مرلین جرمن، تفنگدار دریایی آمریکایی.[۴۴]
- ۱۲ آوریل - پاتریک هیلری، سیاست‌مدار ایرلندی و ششمین رئیس‌جمهور جمهوری ایرلند.[۴۵]
- ۱۳ آوریل - جان ویلر، فیزیک‌دان آمریکایی.[۴۶]
- ۱۵ آوریل - پروین دولت‌آبادی، شاعر ایرانی.[۴۷]
- ۱۶ آوریل - آلی جانستون، کارتونیست و شخصیت‌پرداز مشهور والت دیسنی.[۴۸]
- ۱۶ آوریل - ادوارد لورنز، ریاضی‌دان آمریکایی، هواشناس و پدر نظریه بحران.[۴۹]
- ۱۷ آوریل - امه سزر، شاعر فرانسوی‌زبان و فعال سیاسی فرانسوی.[۵۰]
- ۲۸ آوریل - فریبرز مرادی، فوتبالیست ایرانی.[۵۱]
- ۲۹ آوریل - آلبرت هوفمن، شیمی‌دان سوئیسی و مخترع ال‌اس‌دی.[۵۲]

## مه

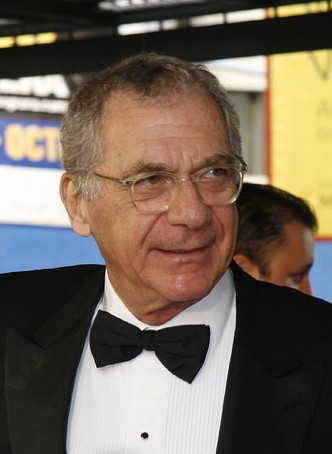
سیدنی پولاک

- ۲ مه - فیلیپ فن بوسلاگر، آخرین نفر از گروه افسران ارتش آلمان که در ترور نافرجام هیتلر شرکت داشت.[۵۳]
- ۳ مه - اسماعیل داورفر، بازیگر سینما، تئاتر و تلویزیون ایران.[۵۴]
- ۱۰ مه - فرهنگ معیری، «پدر گریم ایران».[۵۵]
- ۱۰ مه - لیلا گنجر، خوانندهٔ ترک سوپرانوی اپرا.[۵۶]
- ۱۳ مه - سعد العبدالله السالم الصباح، امیر اسبق کویت.[۵۷]
- ۱۶ مه - کاوه عزیزپور، فعال سیاسی کرد.[۵۸][۵۹]
- ۲۳ مه - فریدون جم، رئیس ستاد ارتش شاهنشاهی و دیپلمات ایرانی.[۶۰]
- ۲۳ مه - هامیلتون جردن، مشاور ویژه رئیس‌جمهور آمریکا در دوران انقلاب ۱۳۵۷.[۶۱]
- ۲۵ مه - لوئیز فیروز، اسب‌شناس و کاشف نوعی از اسب ایرانی با نام «اسب‌چه خزر».[۶۲]
- ۲۶ مه - سیدنی پولاک، کارگردان مشهور آمریکایی.[۶۳][۶۴]

## ژوئن

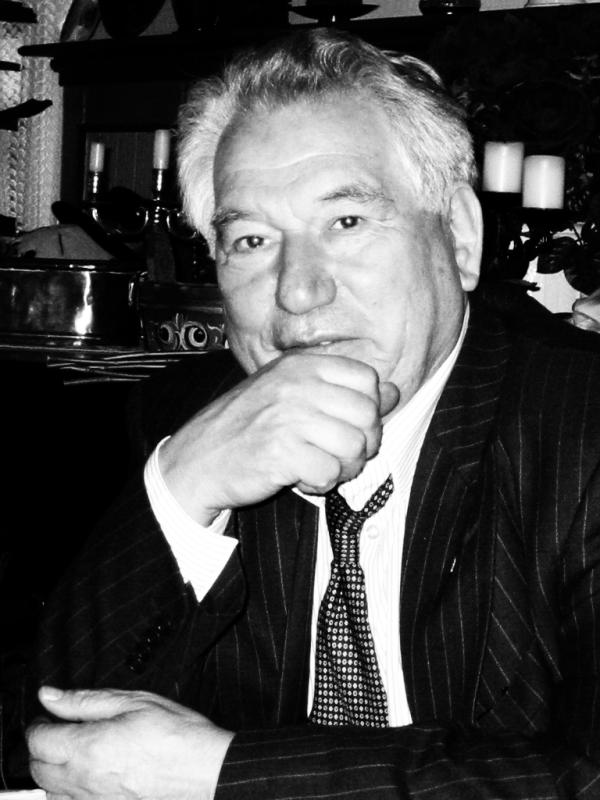
چنگیز آیتماتوف

- ۱ ژوئن - ایو سن لورن، طراح لباس مشهور فرانسوی.[۶۵]
- ۲ ژوئن - الیزابت اسپرینگز هنرپیشه[۶۶]
- ۳ ژوئن - مل فرر، هنرپیشه و کارگردان آمریکایی.[۶۷]
- ۵ ژوئن - نادر ابراهیمی، داستان‌نویس معاصر ایرانی.[۶۸]
- ۷ ژوئن - دینو ریسی، کارگردان مشهور ایتالیایی.[۶۹]
- ۷ ژوئن - مصطفی خلیل، نخست‌وزیر اسبق مصر.[۷۰]
- ۱۰ ژوئن - چنگیز آیتماتوف، نویسنده برجسته قرقیزستانی و یکی از مشهورترین چهره‌های فرهنگی اتحاد جماهیر شوروی.[۷۱][۷۲]
- ۱۳ ژوئن - تیم روزرت، مجری اسطوره‌ای شبکه تلویزیونی ان‌بی‌سی آمریکا.[۷۳]

## ژوئیه
- ۴ ژوئیه - اولین کیز، هنرپیشه آمریکایی و بازیگر فیلم برباد رفته.[۷۴]
- ۷ ژوئیه - الیزابت اسپرینگز، هنرپیشه انگلیسی و بازیگر فیلم هری پاتر و سنگ جادو.[۶۶]
- ۱۱ ژوئیه - احمد خلیلی، نقاش مشهور سبک قهوه‌خانه ایرانی.[۷۵]
- ۱۱ ژوئیه - مایکل دب‌کی، جراح قلب آمریکایی و مخترع دستگاه پمپ قلب.[۷۶]
- ۱۸ ژوئیه - خسرو شکیبایی، بازیگر مطرح ایرانی در سن ۶۴ سالگی.[۷۷]
- ۱۹ ژوئیه - آن لمبتون، ایران‌شناس و زبان‌شناس برجسته انگلیسی.[۷۸]
- ۲۷ ژوئیه - یوسف شاهین، کارگردان نامی مصری.[۷۹]
- ۲۸ ژوئیه - سوزان تمیم، خواننده موسیقی پاپ لبنانی.[۸۰]
- ۲۹ ژوئیه - نامی پتگر، نقاش مشهور ایرانی.[۸۱]

## اوت
- ۳ اوت - آلکساندر سولژنیتسین، نویسنده مشهور روسی و برنده جایزه ادبیات نوبل.[۸۲]
- ۹ اوت - محمود درویش، شاعر مشهور فلسطینی.[۸۳]
- ۱۰ اوت - آیزاک هیز خواننده و آهنگساز آمریکایی سبک سول.[۸۴]
- ۱۹ اوت - لوی امواناواسا، رئیس‌جمهور زامبیا.[۸۵]
- ۲۰ اوت - تورج نگهبان، شاعر، نویسنده و ترانه‌سرای ایرانی.[۸۶]
- ۲۰ اوت - هوآ گوئوفنگ، صدراعظم و رئیس حزب کمونیست چین.[۸۷]
- ۲۳ اوت - توماس هاکل ولر، ویروس‌شناس آمریکایی و برنده جایزه نوبل پزشکی.
- ۲۷ اوت - ایبی ناتان، فعال صلح ایرانی-اسرائیلی.[۸۸][۸۹]

## سپتامبر

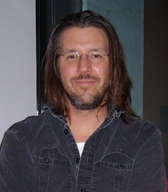
دیوید فاستر والاس

- ۱۲ سپتامبر - دیوید فاستر والاس نویسنده آمریکایی بر اثر خودکشی.[۹۰]
- ۱۵ سپتامبر - ریچارد رایت نوازنده کیبورد و یکی از بنیان‌گذاران گروه راک پینک فلوید.[۹۱]
- ۲۶ سپتامبر - پل نیومن بازیگر آمریکایی و برنده جایزه اسکار در سن ۸۳ سالگی.[۹۲]

## اکتبر
- ۸ اکتبر - اردشیر محصص، طراح و کاریکاتوریست ایرانی-آمریکایی.[۹۳]
- ۱۰ اکتبر - دکتر جواد نوربخش ملقب به نورعلی‌شاه کرمانی، پیر سلسله صوفیان نعمت‌اللهی.[۹۴]
- ۲۰ اکتبر - مهرانگیز دولتشاهی، دیپلمات ایرانی، سه دوره نماینده مجلس شورای ملی و فعال حقوق زنان.[۹۵]
- ۲۰ اکتبر - خواهر روحانی امانوئل، یکی از شخصیت‌های بارز فعالیت‌های انسان‌دوستانه و نیکوکاری و از پنج چهرهٔ محبوب فرانسویان.[۹۶]
- ۲۵ اکتبر - طاهره صفارزاده، شاعر ایرانی و مترجم.[۹۷]

## نوامبر
- ۴ نوامبر - مایکل کرایتون نویسنده، تهیه‌کننده، کارگردان، فیلم‌نامه‌نویس، پزشک و تهیه‌کننده تلویزیونی آمریکایی.[۹۸]
- ۱۰ نوامبر - میریام ماکبا، ستاره موسیقی آفریقای جنوبی و معروف به ماما آفریقا.[۹۹]
- ۱۹ نوامبر - جان مایکل هایز، نویسنده فیلم پنجره عقبی، ساخته آلفرد هیچکاک، در سن ۸۹ سالگی.[۱۰۰]
- ۲۳ نوامبر - احمد آقالو بازیگر سینما و تئاتر ایرانی.[۱۰۱]

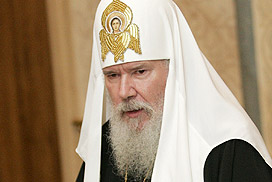
آلکسی دوم

## دسامبر
- ۵ دسامبر - آلکسی دوم اسقف اعظم روسیه بین سال‌های ۱۹۹۰ تا ۲۰۰۸.[۱۰۲]
- ۲۲ دسامبر - لانسانا کونته رئیس‌جمهوری گینه در سن ۷۴ سالگی.[۱۰۳]
- ۲۴ دسامبر - ساموئل هانتینگتون، نظریه‌پرداز و فیلسوف مشهور آمریکایی.[۱۰۴]
- ۲۵ دسامبر - هارولد پینتر، نمایشنامه‌نویس بریتانیایی و برنده جایزه نوبل ادبیات در سن ۷۸ سالگی.[۱۰۵]